# Lepidosaphes cassiniae
Lepidosaphes cassiniae är en insektsart som först beskrevs av Green 1905.  Lepidosaphes cassiniae ingår i släktet Lepidosaphes och familjen pansarsköldlöss. Inga underarter finns listade i Catalogue of Life.